# Monomma caprai
Monomma caprai es una especie de coleóptero de la familia Monommatidae.

## Distribución geográfica
Habita en Somalia.